# Жоземар дос Сантос Силва
Жоземар дос Сантос Силва (порт.-браз. Josemar dos Santos Silva; род. 18 октября 1980, Жуан-Песоа), также известный как Жил Бала (порт. Gil Bala) — бразильский футболист, нападающий.

## Биография
Начал заниматься футболом в семь лет. Первым тренером стал его отец Сантино Бентос да Силва. Воспитанник клуба «Матсубара». С 1998 по 2000 год находился в стане «Флуминенсе».
Летом 2000 года переехал в Европу, где начал профессиональную карьеру в швейцарском клубе «Ивердон-Спорт». В первом сезоне в Швейцарии команда сумела дойти до финала национального кубка, где уступила «Серветту» (0:3). В чемпионате «Ивердон» выступил менее удачно и по итогам сезона 2000/01 вылетел из высшей лиги. После понижения в классе, бразилец согласился на снижение зарплаты и играл за команду в течение следующих двух с половиной лет. Когда в составе «Ивердона», которым руководил Жан Хирсбруннер, появился аргентинский нападающий Франсиско Агирре, Жоземар был вынужден был покинуть клуб.
После этого он вернулся во «Флуминенсе», но не смог закрепиться с составе так как проиграл конкуренцию Эдмундо. В сезоне 2005/06 он присоединился к бельгийскому «Жерминаль Беерсхоту», за который сыграл в матче Кубка УЕФА против «Марселя». За сезон Жоземар забил всего 2 гола в 18 матчах, поэтому контракт с ним антверпенский клуб продлевать не стал.
В ноябре 2006 года его новой командой стала алчевская «Сталь», которую тренировал нидерландский специалист Тон Каанен. В первом матче чемпионата Украины Жоземар отличился хет-триком в ворота донецкого «Металлурга» (3:0). По итогам сезона команда из Луганской области вылетела из Высшей лиги, а бразилец перешёл в киевский «Арсенал». Первая игра за «канониров» в чемпионате Украины пришлась на матч против «Металлурга» из Донецка, который завершился поражением со счётом 1:3, где бразилец отметился единственным голом своей команды. Летом 2008 года он получил повреждение заднего рогового медиального мениска и крестообразной связки, после чего перенёс операцию. В общей сложности провёл в Киеве три сезона, забив 9 мячей в чемпионате Украины.
Затем Жоземар играл за «Ивердон» и «Дубай». В 2012 году вернулся на родину, где играл за «Можи-Мирин», «Ботафого» (Жуан-Песоа), КСП, Ауто (Жуан-Песоа) и «Кампиненсе». Становился победителем Серии D и дважды чемпионом штата Параибано. Завершил карьеру игрока в 2017 году. Являлся тренером юношеской команды «Сантос» из родного города Жуан-Песоа.

## Личная жизнь
Женат на Ракель. Воспитывает дочь Клавиа.